# Magnirostris
Magnirostris ("velký čenich") byl malý rohatý dinosaurus (ceratops), který žil v období svrchní křídy (geologický stupeň kampán), asi před 80 až 70 miliony let. Žil na území dnešního Vnitřního Mongolska (Čína). Fosilie tohoto býložravého dinosaura byly objeveny na území pouště Gobi (souvrství Bayan Mandahu) v rámci společné čínsko-kanadské expedice.

## Popis
Od ostatních protoceratopsidů se lišil značně velkým zobákem a počínajícím vývojem nadočnicových růžků. Typový druh M. dodsoni (pojmenován na počest paleontologa Petera Dodsona) byl popsán podle téměř kompletní lebky v roce 2003. Může však jít také o jedince bagaceratopse. Tento menší druh dosahoval délky kolem 2,5 metru a hmotnosti zhruba 175 kilogramů.

## Zařazení
Tento malý rohatý dinosaurus spadá do čeledi Bagaceratopidae a jeho nejbližším přínbuzným je patrně rod Breviceratops.